# Anna Oscarsson
Anna Klara Ellen Oscarsson, även stavat Oskarsson, född den 23 juni 1996, är en svensk fotbollsspelare som spelar för AIK. Hon har även representerat bland annat Linköping FC, IFK Kalmar, Eskilstuna United samt moderklubben FC Gute.

## Klubbkarriär
Inför säsongen 2020 värvades Oscarsson av Eskilstuna United, där hon skrev på ett tvåårskontrakt. Oscarsson spelade samtliga 22 ligamatcher under säsongen 2020. I november 2021 förlängde hon sitt kontrakt i Eskilstuna med två år.
Februari 2023 meddelade den skotska klubben Glasgow City FC att man kommit överens om ett kontrakt med Anna Oscarsson. Det blev ett och ett halvt år i Skottland och totalt 56 matcher och 2 mål innan Oscarsson återvände hem till Sverige och Damallsvenskan. Denna gång för spel i AIK där Anna Oscarsson presenterades i halvtid i en match mot KIF Örebro den 25 maj 2024.

## Landslagskarriär
Oscarsson representerade Sverige i U21 EM i Israel 2015 och U20-världsmästerskapet i Papua Nya Guinea 2016. Hon har även spelat 5 st A-landskamper för Sverige.